# Raión de Zvenyhorodka
Raión de Zvenyhorodka (en ucraniano: Звенигородський район) es un raión o distrito de Ucrania en el óblast de Cherkasy. La capital es la ciudad de Zvenyhorodka.
Comprende una superficie de 5278,5 km².

## Demografía
Según estimación 2010 contaba con una población total de 47586 habitantes.

## Otros datos
El código KOATUU fue 7121200000. El código postal 20200 y el prefijo telefónico +380 4740.